# Llac Iliamna
El llac Iliamna (en anglès Iliamna Lake) és un llac de l'estat d'Alaska, als Estats Units. Es troba al sud-oest d'Alaska, a l'extrem nord de la península d'Alaska, entre la badia Kvichak i la badia de Cook, uns 160 quilòmetres a l'oest de Seldovia.
El llac Iliamna és el més gran dels que hi ha a Alaska i el vuitè dels Estats Units, amb els seus 2.622 km², 124 km de llarg per 35 d'ample. La seva profunditat màxima és de 301 metres. A través del riu Kvichak les seves aigües drenen a la badia de Bristol.

## Nom
El llac fou indicat com a 'Oz[ero] Bol[shoy] Ilyamna' (Gran llac Ilyamna Lake) en el mapa 1455 del Departament Rus d'Hidrografia, publicat el 1852. En un mapa rus més antic, de 1802, el llac era anomenat 'Oz[ero] Shelekhovo' (Llac Xélikhov) en record a l'explorador rus Grigori Xélikhov. D'acord amb G.C. Martin, del Servei Geològic dels Estats Units, Iliamna es diu que és "el nom d'un gran peix negre mític que se suposa viu en aquest llac i que mossega les baidarkes dels mals natius."
El nom Iliamna deriva del mot Dena'ina atapascà Nila Vena, que significa llac de les illes.

## Geografia
El llac és oligotròfic (pobre en nutrients) i cobert de gel durant bona part de l'any. L'extrem oriental del Llac Iliamna té més de 150 m de profunditat i moltes illes petites, mentre que l'extrem occidental és ample, poc profund i té poques illes. En contrast amb el veí llac Clark, les aigües del llac Iliamna són clares.

### Poblament humà
Les poblacions d'Iliamna, Newhalen, Kokhanok, Igiugig i Pedro Bay es troben a la vora del llac.

## Llegendes
Els habitants locals expliquen una sèrie d'històries al voltant d'un suposat monstre del llac Iliamna, una criatura aquàtica semblant a la del llac Ness.